# П'єтріш (Ясси)
П'єтріш (рум. Pietriș) — село у повіті Ясси в Румунії. Входить до складу комуни Долхешть.
Село розташоване на відстані 306 км на північний схід від Бухареста, 39 км на південний схід від Ясс.

## Населення
За даними перепису населення 2002 року у селі проживали 974 особи. Рідною мовою 973 особи (99,9%) назвали румунську.
Національний склад населення села:
| Національність | Кількість осіб | Відсоток |
| -------------- | -------------- | -------- |
| румуни         | 828            | 85,0%    |
| цигани         | 146            | 15,0%    |